# Pioda di Crana
La Pioda di Crana (2.430 m s.l.m.) è una montagna del Gruppo dell'Onsernone nelle Alpi Lepontine. 

## Descrizione
Si trova in Piemonte (Provincia del Verbano-Cusio-Ossola). La montagna è collocata tra la Val Vigezzo e la Valle Isorno non lontano dal confine con la Svizzera. La cresta della Pioda di Crana prosegue verso ovest e si collega in ordine alle montagne: Cima dei Casaletti, Pizzo la Scheggia e il Pizzo Locciabella.

## Salita alla vetta
Si può salire sulla montagna partendo da Arvogno (1.247 m), frazione di Toceno.
La via classica prevede l'ascensione attraversando i boschi sopra l'alpeggio Verzasco (1262 m s.l.m.) e poi percorrendo la cresta che sovrasta la piodata giungendo in cima dopo circa 1200 metri di dislivello. Una via alternativa e quella che giunge fin sopra l'alpeggio Villasco (1642 m s.l.m.) e poi sale direttamente sopra la placca di roccia della piodata.
Esiste inoltre una via alpinistica che risale la cresta nord della Pioda di Crana. Con questa via, arrampicando su roccia, si parte dalla bocchetta che separa la Pioda dal Pizzo del Corno e si guadagna la vetta con percorso esposto di difficoltà alpinistica AD.

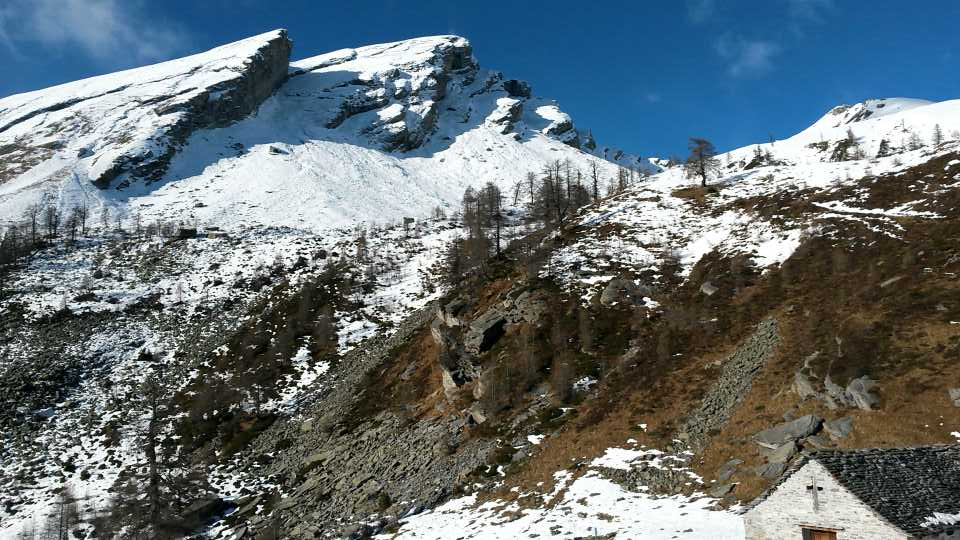
La Pioda di Crana nel Gennaio 2015 vista dai Motti

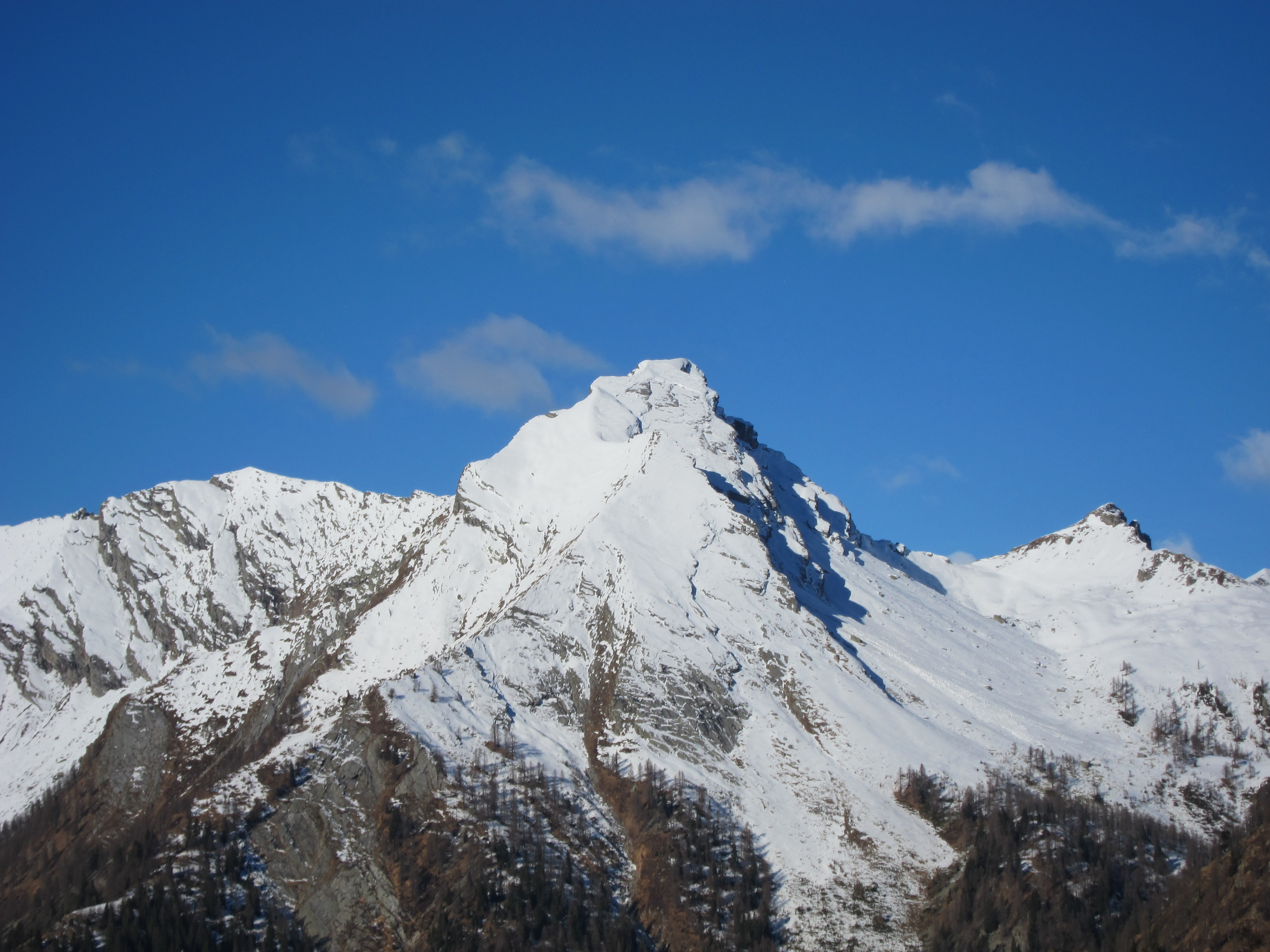
La Piodata della Pioda di Crana nel dicembre del 2018 vista dalla Piana.

## Cartografia
- Istituto Geografico Centrale, Carta dei Sentieri, scala 1:50.000 n.11 Domodossola e val Formazza
- Carta Kompass, Carta Escursionistica, scala 1:50.000 n.89 Parco Naturale Alpe Veglia e Alpe Devero, Valle Antigorio, Val Formazza